# بوم بوم پاو
«بوم بوم پاو» (به انگلیسی: Boom Boom Pow) یک تک‌آهنگ از بلک آید پیز است که در سال ۲۰۰۹ میلادی منتشر شد.
این تک‌آهنگ در چارت‌های ، والونیا، استرالیا، فلاندرز، بریتانیا، در رتبه اول و در چارت‌های فرانسه، ایرلند، نروژ، آلمان، دانمارک، فنلاند، سوئیس، نیوزلند، اتریش جزو ده ترانه اول قرار گرفت.